# Пјеновац
Пјеновац је насељено мјесто у општини Хан Пијесак, Република Српска, БиХ. Према попису становништва из 1991. у насељу је живјело 128 становника.

## Географија
На северним обронцима планине Јавор, у сарајевско-зворничкој регији, у делу средњег Подриња налази се Власеница. То је област благо заталасаних висоравни, прошараних речицама Дринског слива и бујним лишћарским и четинарским шумама, висине од 200 до 1400 мнв. Припада Динарској рељефној целини са највећим врхом Жеп 1537 мнв и Велика Игришта 1405 мнв на планини Јавор која се пружа у дужини преко 60 km од средњег тока Дрине до почетног тока Дрињаче, што је чини најдужим подсистемом у источном делу Републике Српске. Налази се на климатској преломници хладних ваздушних маса са планине Јавор и нешто топлијих ваздушних маса са Дрињаче, Тишче и Јадра, због чега је ово подручје врло ветровито, нарочито у пролеће и јесен када су ваздушна струјања најизраженија.

## Становништво
|             | 2013.       | 1991.        | 1981.        | 1971.        | 1961.        |
| Укупно      | 54 (100,0%) | 128 (100,0%) | 161 (100,0%) | 172 (100,0%) | 194 (100,0%) |
| Срби        | 54 (100,0%) | 89 (69,53%)  | 111 (68,94%) | 122 (70,93%) | –            |
| Бошњаци     | –           | 37 (28,91%)1 | 28 (17,39%)1 | 37 (21,51%)1 | –            |
| Остали      | –           | 2 (1,563%)   | 3 (1,863%)   | 1 (0,581%)   | –            |
| Југословени | –           | –            | 13 (8,075%)  | 2 (1,163%)   | –            |
| Црногорци   | –           | –            | 6 (3,727%)   | 7 (4,070%)   | –            |
| Хрвати      | –           | –            | –            | 3 (1,744%)   | –            |

1. 1 На пописима од 1971. до 1991. Бошњаци су пописивани углавном као Муслимани.